# Bringin' On the Heartbreak
Bringin' On the Heartbreak è una canzone del gruppo musicale britannico Def Leppard. È il secondo singolo estratto dal loro album High 'n' Dry del 1981.
Si tratta con molto probabilità della prima power ballad di genere metal mai realizzata.
Nel 2014 è stata indicata come la seconda più grande power ballad di tutti i tempi da Yahoo! Music.

## Storia
Inizialmente, il titolo previsto dai Def Leppard per Bringin' On the Heartbreak era quello provvisorio di "A Certain Heartache". Il produttore Mutt Lange ha confermato di come la band aveva inizialmente avuto l'idea di produrre "qualcosa alla Stairway to Heaven", cosa a cui teneva in particolar modo Steve Clark. Pare che Pete Willis fosse imbarazzato all'idea di produrre il brano, in quanto si trattava di una ballata. Cliff Burnstein, manager del gruppo, era convinto che la canzone avesse potuto avere potenziale per essere un singolo di successo solo se registrata da un'artista come Bonnie Tyler.
L'album High 'n' Dry venne pubblicato negli Stati Uniti nel luglio del 1981. Bringin 'On the Heartbreak venne distribuita commercialmente il 13 novembre dello stesso anno negli Stati Uniti, con Me & My Wine (una traccia non presente nell'album) e You Got Me Runnin' come lati B. Non riuscì a posizionarsi in classifica, ma il suo video musicale iniziò a essere regolarmente trasmesso dalla neonata emittente musicale MTV. La popolarità del video e la conseguente esposizione televisiva della band, portò l'album a ottenere buone vendite negli Stati Uniti, dove riuscirà poi a raggiungere la cifra di 2 milioni di copie vendute e due dischi di platino.
High 'n' Dry venne poi ristampato nel maggio del 1984 con l'aggiunta di due tracce bonus, una delle quali un remix proprio di Bringin' On the Heartbreak, con l'aggiunta di qualche sintetizzatore. Pubblicato dal gruppo con il nuovo chitarrista Phil Collen, la versione remix venne accompagnata da un nuovo video appena girato e raggiunse la posizione numero 61 della Billboard Hot 100 negli Stati Uniti. La versione originale del brano è stata poi inclusa in tre raccolte del gruppo: Vault (1995), Best of (2004) e Rock of Ages (2005). La versione presente in quest'ultima raccolta si conclude con l'introduzione della traccia strumentale Switch 625, come in High 'n' Dry. Il critico Steve Huey di AllMusic ha lodevolmente definito la canzone come una "ballata rock spudoratamente drammatica".

## Video musicale
Il primo videoclip di Bringin' On the Heartbreak è stato girato da Doug Smith presso il Royal Court Theatre di Liverpool, il 22 luglio 1981, insieme ai i video di Let It Go e High 'n' Dry (Saturday Night).  Il secondo è stato diretto da David Mallet e realizzato nel febbraio del 1984 presso la Jacob's Biscuit Factory nel lago di Dublino, Irlanda.

## Tracce
1. Bringin' On the Heartbreak
2. Me & My Wine
3. You Got Me Runnin'

## Formazione
- Joe Elliott – voce
- Steve Clark – chitarra solista, cori
- Pete Willis – chitarra, cori
- Rick Savage – basso,  cori
- Rick Allen – batteria

## Classifiche
| Classifica (1984) | Posizione massima |
| ----------------- | ----------------- |
| Stati Uniti 1     | 61                |

1 Remix.

## Cover di Mariah Carey
Nel 2002, Bringin' On the Heartbreak è stata reinterpretata dalla cantante statunitense Mariah Carey all'interno del suo album Charmbracelet, e pubblicata terzo ed ultimo singolo estratto dall'album l'anno successivo. La cover ottenne discreto successo, venendo anche lodata dal cantante Joe Elliott.
La Carey cita la canzone originale dei Def Leppard come una delle preferite della sua adolescenza, e ha affermato che l'idea di realizzarne una cover le venne la prima volta mentre realizzava il servizio fotografico di Charmbracelet, e nel frattempo ascoltava la raccolta Vault del gruppo.
È una delle poche canzoni della Carey con influenze rock, e vede la partecipazione del chitarrista Dave Navarro.

### Video musicale
Il videoclip utilizza una versione remixata del brano. È stato girato a Los Angeles nel marzo 2003 dalla regista marocchina Sanaa Hamri, ed include le apparizioni speciali di Randy Jackson e Dave Navarro. La storia del video si basa su quella del film The Rose del 1979, in cui viene illustrata la vita di una rock star (interpretata da Bette Midler) che lotta per trovare la propria felicità in occasione del suo ultimo concerto di alto profilo.

### Tracce
1. Bringin' On the Heartbreak (Mainstream Edit)
2. Miss You (featuring Jadakiss)
3. Bringin' On the Heartbreak (Live)
4. Bringin' On the Heartbreak (Video)

### Classifiche
| Classifica (2003)             | Posizione massima |
| ----------------------------- | ----------------- |
| Austria                       | 55                |
| Belgio (Fiandre)              | 11                |
| Belgio (Vallonia)             | 40                |
| Stati Uniti (dance club play) | 5                 |
| Svizzera                      | 28                |